# 庫納伊里省
7°48′N 5°50′W / 7.800°N 5.833°W

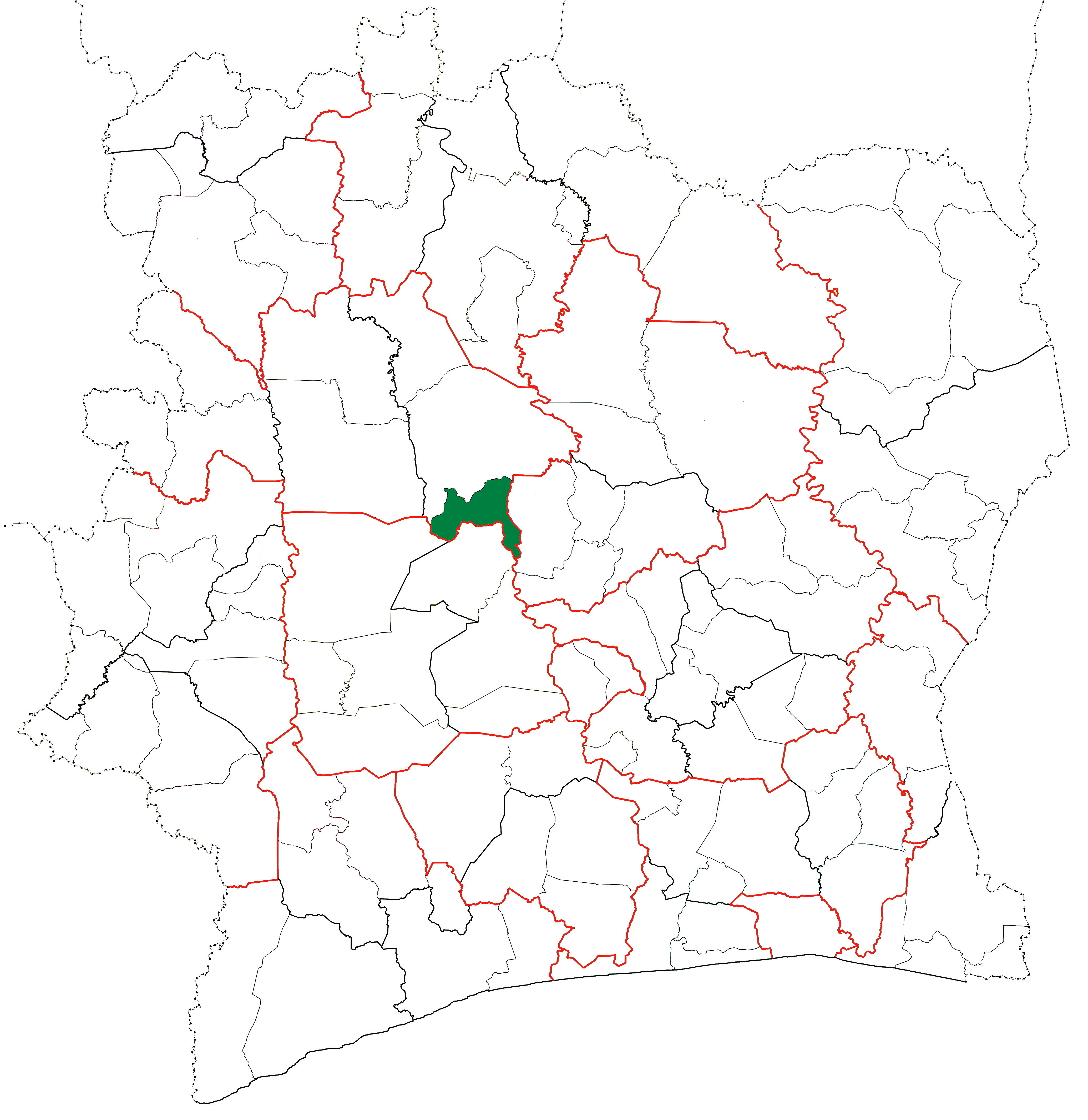

庫納伊里省（Kounahiri Department），是科特迪瓦的省份，位於該國西部沃羅巴區，由貝雷大區負責管轄，北面是芒科諾省，南面是馬拉韋區，成立於2005年，2014年人口77,679。